# J-League de 2010
A J-League de 2010 foi a 18º edição da liga de futebol japonesa profissional J-League. Foi iniciada em março e com término em 4 dezembro de 2010.
O campeonato teve 16 clubes. O Nagoya Grampus foi o campeão, sendo o vice Gamba Osaka.

## Classificação final
| Pos | Equipe              | Pts | V  | E  | D  | GM | GS | SG  | Nota                                                 |
| --- | ------------------- | --- | -- | -- | -- | -- | -- | --- | ---------------------------------------------------- |
| 1   | Nagoya Grampus      | 72  | 23 | 3  | 8  | 54 | 37 | +17 | Campeão Classificado para a Liga dos Campeões da AFC |
| 2   | Gamba Osaka         | 62  | 18 | 8  | 8  | 65 | 44 | +21 | Classificado para Liga dos Campeões da AFC           |
| 3   | Cerezo Osaka        | 61  | 17 | 10 | 7  | 58 | 32 | +26 | Classificado para Liga dos Campeões da AFC           |
| 4   | Kashima Antlers     | 60  | 16 | 12 | 6  | 51 | 31 | +20 |                                                      |
| 5   | Kawasaki Frontale   | 54  | 15 | 9  | 10 | 61 | 47 | +14 |                                                      |
| 6   | Shimizu S-Pulse     | 54  | 15 | 9  | 10 | 60 | 49 | +11 |                                                      |
| 7   | Sanfrecce Hiroshima | 51  | 14 | 9  | 11 | 45 | 38 | +7  |                                                      |
| 8   | Yokohama F. Marinos | 51  | 15 | 6  | 13 | 43 | 39 | +4  |                                                      |
| 9   | Albirex Niigata     | 49  | 12 | 13 | 9  | 48 | 45 | +3  |                                                      |
| 10  | Urawa Red Diamonds  | 48  | 14 | 6  | 14 | 48 | 41 | +7  |                                                      |
| 11  | Júbilo Iwata        | 44  | 11 | 11 | 12 | 38 | 49 | -11 |                                                      |
| 12  | Omiya Ardija        | 42  | 11 | 9  | 14 | 39 | 45 | -6  |                                                      |
| 13  | Montedio Yamagata   | 42  | 11 | 9  | 14 | 29 | 42 | -13 |                                                      |
| 14  | Vegalta Sendai      | 39  | 10 | 9  | 15 | 40 | 46 | -6  |                                                      |
| 15  | Vissel Kobe         | 38  | 9  | 11 | 14 | 37 | 45 | -8  |                                                      |
| 16  | FC Tokyo            | 36  | 8  | 12 | 16 | 36 | 41 | -5  | Descenso                                             |
| 17  | Kyoto Sanga FC      | 19  | 4  | 7  | 23 | 30 | 60 | -30 | Descenso                                             |
| 18  | Shonan Bellmare     | 16  | 3  | 7  | 24 | 31 | 82 | -51 | Descenso                                             |